# Comtat de Lafayette (Florida)
El comtat de Lafayette és un comtat estatunidenc de l'estat de Florida. Segons el cens de 2000, la població era de 7.022 habitants. És el segons comtat menys poblat de l'estat de Florida, per davant del Comtat de Liberty que té un resident menys segons el cens del 2000. L'oficina del cens va estimar que la població l'any 2005 era de 7.773 habitants. La seu del comtat és Mayo.